# 派杜吉納河
派杜吉納河是俄羅斯的河流，屬於克季河的右支流，由托木斯克州負責管轄，河道全長458公里，流域面積8,790平方公里，河水主要來自融雪，每年十月至翌年五月結冰。